# Yeşilyurt, Altıntaş
Yeşilyurt là một xã thuộc huyện Altıntaş, tỉnh Kütahya, Thổ Nhĩ Kỳ. Dân số thời điểm năm 2008 là 553 người.